# Cembra Lisignago
Cembra Lisignago ist eine italienische Gemeinde (comune) mit 2352 Einwohnern (Stand 31. Dezember 2023) in der italienischen Provinz Trient (Region Trentino-Südtirol). Sie ist Teil der Talgemeinschaft Comunità della Val di Cembra.

## Geographie
Der Hauptort Cembra liegt etwa 13,5 Kilometer nordnordöstlich von Trient auf der orographisch linken Talseite des vom Avisio durchflossenen Cembratales. Die beiden Ortsteile Cembra und Lisignago sind etwa drei Kilometer weit voneinander entfernt. Das Gemeindegebiet grenzt an die Gemeinden Albiano, Altavalle, Giovo, Lona-Lases, Segonzano und an die Südtiroler Gemeinde Salurn.

## Geschichte
Die Gemeinde Cembra Lisignago entstand 2016 aus dem Zusammenschluss der bis dahin eigenständigen Cembra und Lisignago.

## Verwaltungsgliederung
Zum Gemeindegebiet gehört neben Cembra und Lisignago auch die Fraktion Lago Santo mit dem gleichnamigen See.

## Verkehr
Durch die beiden Ortsteile führt die Strada statale 612 della Val di Cembra, die Lavis im Etschtal mit Castello-Molina di Fiemme im Fleimstal
verbindet.